# Lacedonia
Lacedonia (Cerògne in dialetto irpino) è un comune italiano di 2 013 abitanti della provincia di Avellino in Campania.

## Geografia fisica

### Territorio
Lacedonia è un centro agricolo dell'Appennino campano. Il centro storico è collocato su una collina e conserva la sua originaria struttura abitativa, nonostante i tanti terremoti che l'hanno più volte devastata nel corso dei secoli. Insieme a Mignano Monte Lungo, San Pietro Infine e San Bartolomeo in Galdo, è uno dei quattro comuni della regione Campania, il cui territorio confina con due regioni (in questo caso Puglia e Basilicata).

### Clima
Il clima è temperato, con estati secche ma non eccessivamente calde ed inverni piuttosto freddi e moderatamente umidi.

## Storia
(Franco Arminio)
In epoca romana Aquilonia degl'Irpini (l'antica Lacedonia) era un importante municipium ubicato lungo la via Appia; i Romani vi costruirono infatti numerosi edifici e svariate infrastrutture.
La città venne in seguito donata, nel VI secolo, ai Benedettini dall'Imperatore d'Oriente Giustiniano. In seguito passò sotto il dominio prima dei Longobardi (che nel 568 avevano invaso l'Italia bizantina), poi dei duchi di Conza e infine dei Normanni (che nell'XI secolo, guidati da Roberto il Guiscardo, realizzarono la conquista dell'Italia meridionale); fu a quell'epoca che Lacedonia divenne sede vescovile.
Ai tempi dei Normanni il feudo apparteneva a Riccardo Balbano: egli inviò sessanta fanti e sessanta cavalli alla terza crociata. I Balbano governarono il feudo di Lacedonia fino all'avvento di Carlo d'Angiò, che tolse il feudo a questa potente famiglia feudale. Il feudo passò poi alla famiglia Orsini, principi di Taranto. Uno di essi, tale Gabriele Orsini, ricostruì la città ridotta in macerie dal terremoto del 5 dicembre 1456 chiudendola in una cinta muraria con fossato e quattro porte.
Si deve a Pirro Del Balzo, genero di Gabriele, la trasformazione del Castello e del Borgo in chiave rinascimenale. Pirro uno dei più potenti baroni del Regno voleva ribaltare il potere regio. Nella notte tra il 10 e l'11 settembre 1486 i baroni ribelli capeggiati dallo stesso Pirro Del Balzo si radunarono nella chiesa di Sant'Antonio e presero parte alla congiura contro il re Ferrante I d'Aragona e il figlio Alfonso, duca di Calabria. L'avvenimento, narrato dallo storico napoletano Camillo Porzio, coinvolse Papa, Principi e Sovrani e mise a rischio il dominio aragonese sull'Italia meridionale. La congiura venne rievocata in alcuni versi del poeta Giovanni Chiaia: «Di Lacedonia ecco la roccia alpestre/là i rubelli a vendicar le offese/sull'Ostia Santa staser le destre/sperder giurando il seme aragonese».
Nel 1501 Baldassarre Pappacoda, consigliere e amico del re Federico I prese possesso del feudo e costruì il Castello Nuovo. I Pappacoda tennero il feudo fino al 1566, quando feudo e castello vennero venduti ai Doria che vi rimasero fino al 1806, anno in cui Giuseppe Bonaparte abolì il feudalesimo.
In seguito al terremoto del 1930, il governo del tempo ricostruì la città con case antisismiche. A Lacedonia sono presenti varie scuole tra cui la più prestigiosa è l'Istituto Magistrale De Sanctis che venne fondata proprio da Francesco De Sanctis.
Una parte del Lago di San Pietro ricade all'interno del suo territorio comunale.

## Società

### Evoluzione demografica
Abitanti censiti

### Religione
Lacedonia è stata sede vescovile cattolica fin dall'XI secolo. Simeone, il primo vescovo, è noto per aver inaugurato nel 1059 l'abbazia di San Michele Arcangelo; a lui sono succeduti altri 69 vescovi. Nel XVIII secolo visse a Lacedonia Gerardo Maiella, venerato come santo dalla Chiesa cattolica; il co-patrono del paese è invece san Filippo Neri.
Nel 1818 la diocesi ha accorpato l'altrettanto antica diocesi di Trevico, ma a decorrere dal 1986 la stessa diocesi di Lacedonia è stata unita a quella di Ariano per dar vita alla nuova diocesi di Ariano Irpino-Lacedonia.

## Infrastrutture e trasporti

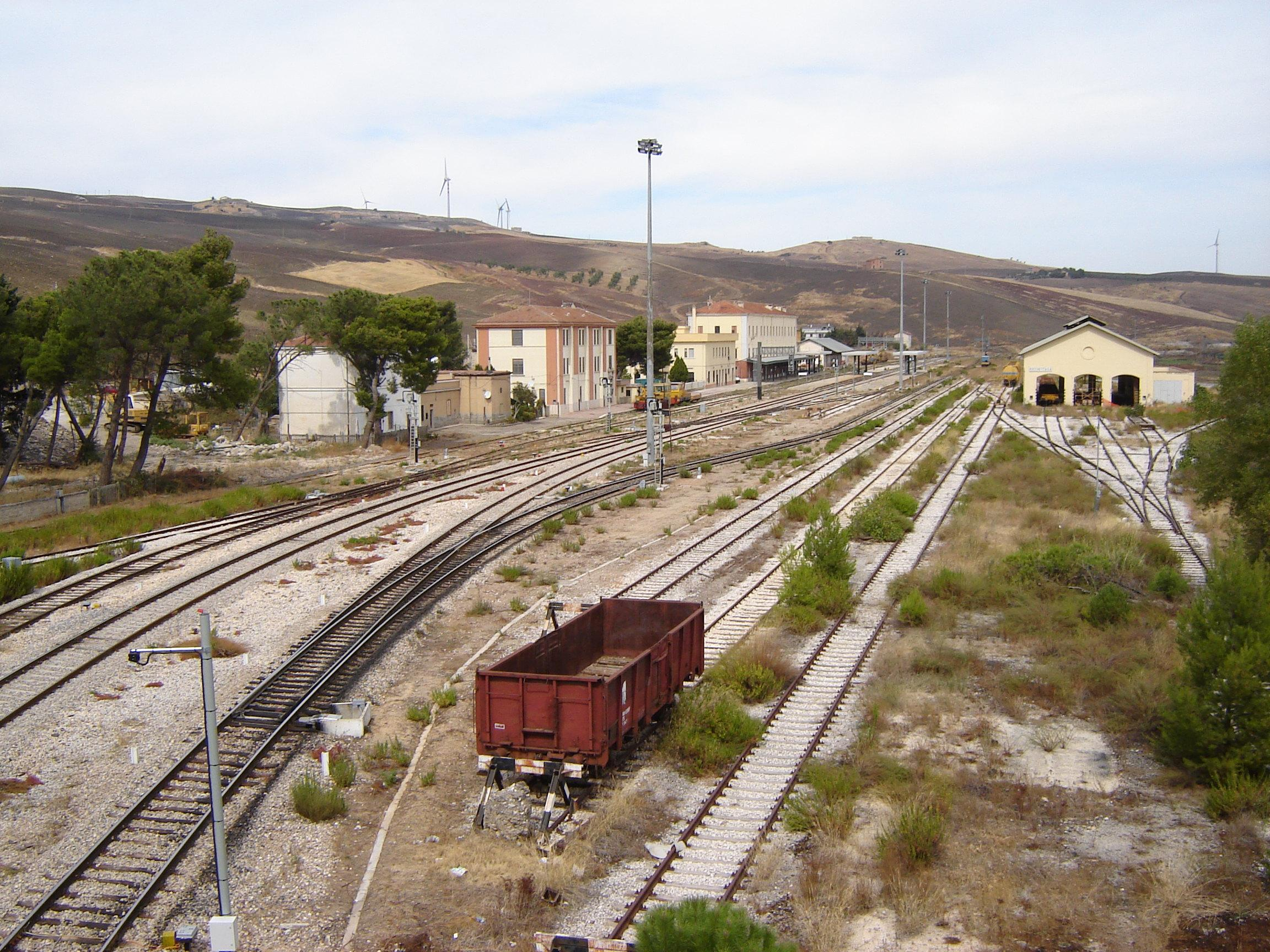
Stazione ferroviaria di Rocchetta Sant'Antonio-Lacedonia

Lacedonia è raggiungibile in autobus o in auto mediante il suo casello sull'autostrada A16. Il comune dispone della stazione ferroviaria, che condivide con Rocchetta Sant'Antonio sulla linea Foggia-Potenza. La linea Avellino-Rocchetta e la tratta Rocchetta-Gravina sono invece sospese e autosostituite dal 2011, ma riattivate per treni storici di Fondazione FS Italiane.

## Amministrazione
| Periodo        | Periodo        | Primo cittadino   | Partito                           | Carica  | Note |
| -------------- | -------------- | ----------------- | --------------------------------- | ------- | ---- |
| 6 giugno 1993  | 27 aprile 1997 | Michele Sessa     | Democrazia Cristiana              | Sindaco |      |
| 27 aprile 1997 | 13 maggio 2001 | Luigi Caffaro     | Partito Popolare Italiano         | Sindaco |      |
| 13 maggio 2001 | 28 maggio 2006 | Gerardo Palladino | Lista civica                      | Sindaco |      |
| 28 maggio 2006 | 15 maggio 2011 | Mario Rizzi       | La Margherita Partito Democratico | Sindaco |      |
| 15 maggio 2011 | 5 giugno 2016  | Mario Rizzi       | Partito Democratico               | Sindaco |      |
| 5 giugno 2016  | in carica      | Antonio Di Conza  | Lista civica                      | Sindaco |      |

### Gemellaggi
- Bahia Blanca
- Lavena Ponte Tresa

### Altre informazioni amministrative
Il territorio fa parte della comunità montana Alta Irpinia.

## Sport

### Calcio
La principale squadra di calcio della città è Lacedonia Calcio che milita nel girone D campano di 1ª Categoria.

### Scherma
Il Club Scherma Lacedonia fu fondato nel 1992.